# Línia RL2
La línia RL2 és un servei de ferrocarril regional, entre Lleida Pirineus i la Pobla de Segur per la via de Lleida - La Pobla de Segur, de Rodalies de Catalunya, de la Generalitat de Catalunya i operada per Ferrocarrils de la Generalitat, que circula a través de línies de ferrocarril de via d'ample ibèric de ifercat.
La línia es va posar en funcionament el dia 13 de gener del 2018 després d'anys de reivindicació des del territori per crear una línia de rodalia en aquesta línia ferroviària.

## Estacions
| Estació                 | Municipi               | Correspondències | Serveis                                                           |
| ----------------------- | ---------------------- | ---------------- | ----------------------------------------------------------------- |
| La Pobla de Segur       | La pobla de Segur      |                  | Aparcament · Estació d'autobús                                    |
| Salàs de Pallars        | Salàs de Pallars       |                  | Aparcament                                                        |
| Tremp                   | Tremp                  |                  | Aparcament · Estació d'autobús                                    |
| Palau de Noguera        | Palau de Noguera       |                  | Aparcament                                                        |
| Guàrdia de Tremp        | Guàrdia de Tremp       |                  | Aparcament                                                        |
| Cellers-Llimiana        | Llimiana               |                  | Aparcament                                                        |
| Àger                    | Àger                   |                  | Aparcament                                                        |
| Vilanova de la Sal      | Vilanova de la Sal     |                  | Aparcament                                                        |
| Santa Linya             | Santa Linya            |                  | Aparcament                                                        |
| Sant Llorenç de Montgai | Sant Llorenç de Mongai |                  | Aparcament                                                        |
| Gerb                    | Gerb                   |                  | Aparcament                                                        |
| Balaguer                | Balaguer               |                  | Aparcament · Servei d'autobús urbà                                |
| Vallfogona de Balaguer  | Valfogona de Balaguer  |                  | Aparcament                                                        |
| Térmens                 | Térmens                |                  | Aparcament                                                        |
| Vilanova de la Barca    | Vilanova de la Barca   |                  | Aparcament                                                        |
| Alcoletge               | Alcoletge              |                  | Aparcament                                                        |
| Lleida Pirineus         | Lleida                 |                  | Aparcament · Ascensor · Estació d'autobús · Servei d'autobús urbà |